# Marienfelde
Marienfelde är en förortsstadsdel i södra Berlin i Tyskland, på gränsen till Brandenburg. Marienfelde har 30 144 invånare (2011) och tillhör sedan 2001 stadsdelsområdet Tempelhof-Schöneberg.  

## Geografi
Ortens historiska kärna utgörs dels av den medeltida bygatan Alt-Marienfelde och dels av järnvägsstationen. Mellan dessa växte en villaförort fram från slutet av 1800-talet. Merparten av bebyggelsen i Marienfeldes utkanter utgörs idag av villabebyggelse från 1950-talet och senare. Utefter Berlinmurens tidigare sträckning löper idag cykelleden Berliner Mauerweg, och stora park- och naturområden finns i stadsdelens södra del.

## Historia

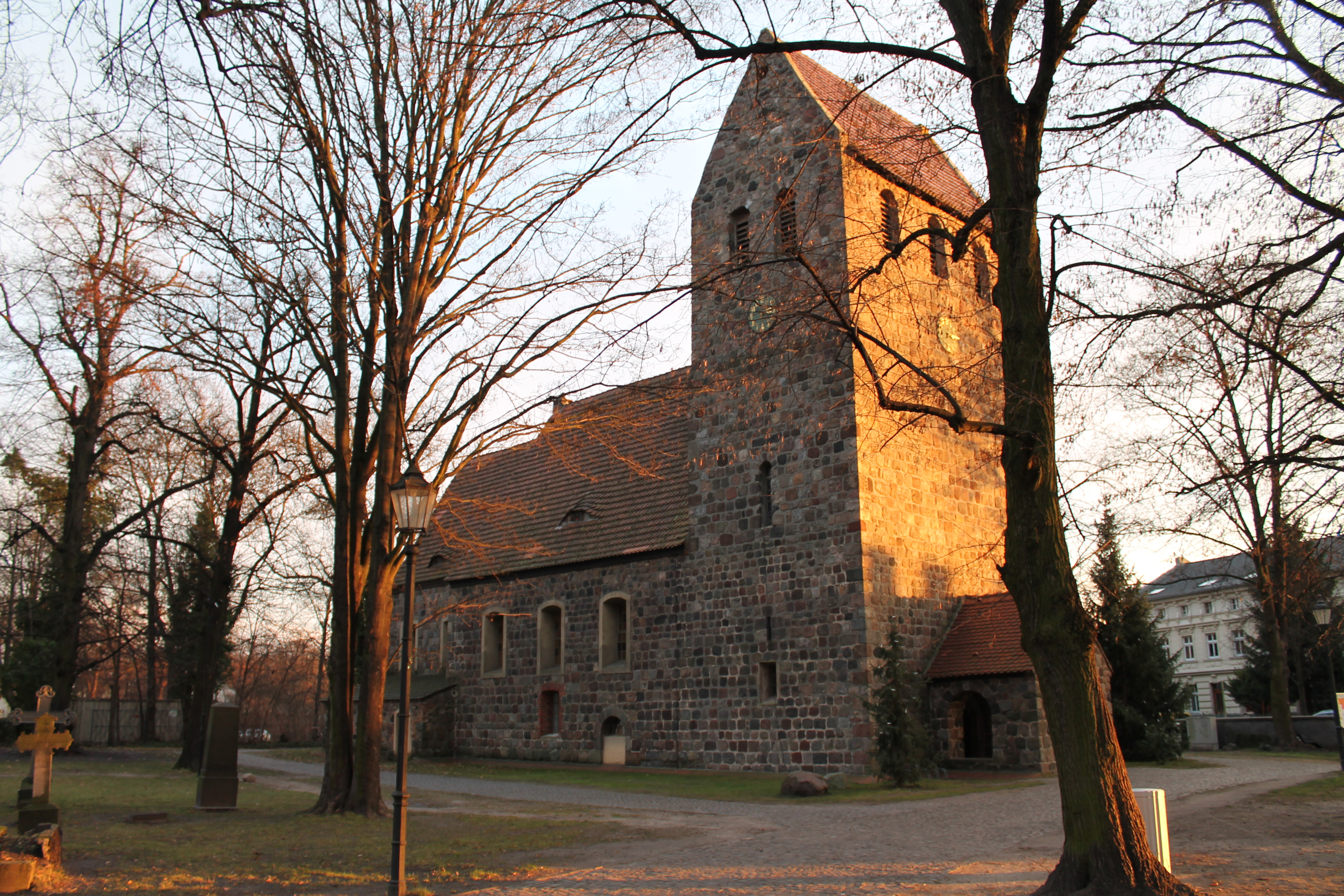
Marienfeldes bykyrka, uppförd under 1200-talet och en av de äldsta bykyrkorna i Berlin och Mittelmark.

Marienfelde tros först ha grundats som en by tillhörande tempelriddarnas gods i det närbelägna Tempelhof, under första halvan av 1200-talet. Området var ända till 1800-talet mycket lantligt, med mindre än 200 invånare. Efter att järnvägen Berlin-Dresden drogs genom området växte i slutet av 1800-talet en villakoloni upp omkring Marienfeldes station.
Åren 1901-1904 bedrevs testverksamhet med elektriska höghastighetslok på den militära järnvägen mellan Marienfelde och Zossen. I samband med försöken slog ett AEG-lok hastighetsvärldsrekord för elektriska lok med 210 km/h.
Biltillverkaren Daimler AG hade en fabrik på orten i början av 1900-talet, och tillverkar fortfarande motorer i Marienfelde. 1920 blev orten en del av Stor-Berlin.

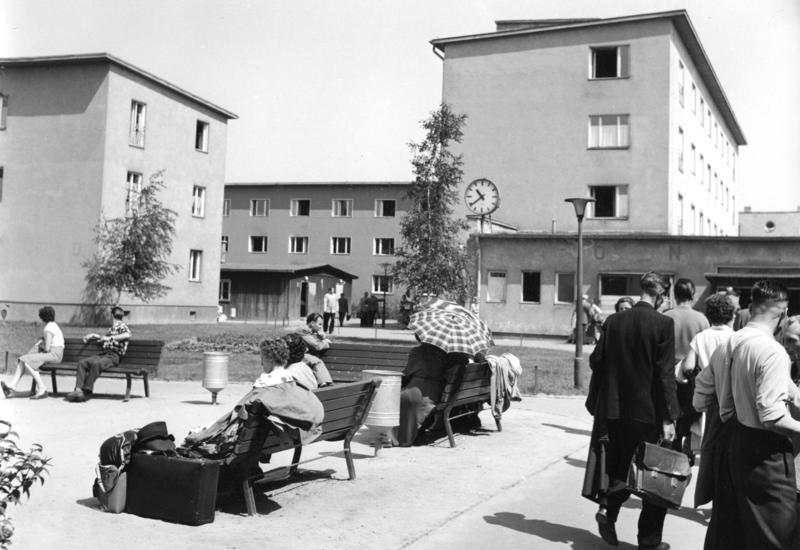
Notaufnahmelager Marienfelde, 1958. Bild från Bundesarchiv.

Marienfelde tillhörde efter 1945 den amerikanska sektorn i Västberlin, med Berlinmuren och gränsen till Östtyskland direkt söder om stadsdelen. Mellan 1953 och 1989 fanns den centrala flyktingförläggningen för DDR-flyktingar till Västberlin i Marienfelde, Notaufnahmelager Marienfelde, som tog emot hundratusentals flyktingar under denna epok. Förläggningen har därefter använts som tillfälligt boende för tyskspråkiga invandrare från Östeuropa och är sedan 2010 flyktingförläggning för asylsökande. År 1993 inrättades ett museum över förläggningens och DDR-flyktingarnas historia i en del av lokalerna.

## Kommunikationer

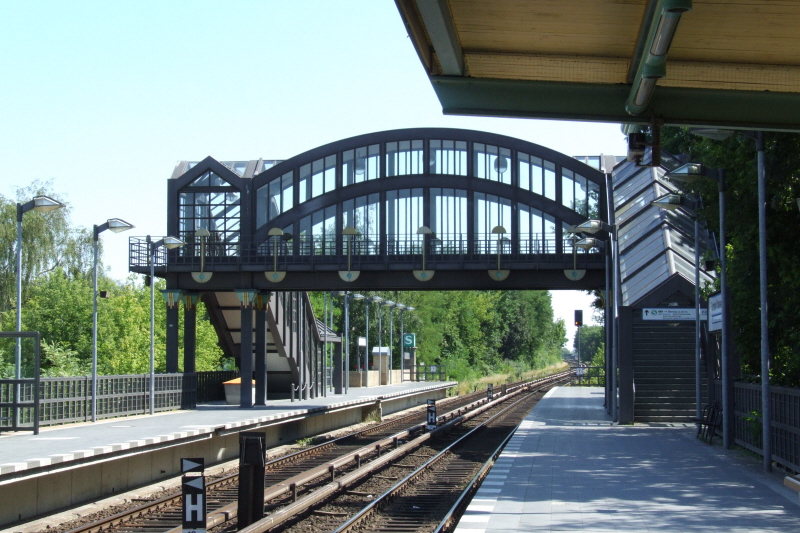
Pendeltågsstationen Buckower Chaussee

Marienfelde ligger i yttre delen av södra Berlin och har spårförbindelse med Berlins pendeltåg, linje S2, in mot centrala Berlin och söderut mot Blankenfelde-Mahlow. Tre stationer, Marienfelde, Buckower Chaussee och Schichauweg ligger i eller på gränsen till stadsdelen.
Marienfelde genomkorsas av förbundsvägen Bundesstrasse 101 från Berlin i sydvästlig riktning mot Aue. Vägen sammanbinder södra Berlin med ringleden A10 och det stora logistikcentrum som ligger utanför stadsgränsen i grannkommunen Grossbeeren.

## Kända Marienfeldebor
- Heinrich Kiepert (1818-1899), geograf och kartograf.